# Clinique Paula Stradins de l'hôpital universitaire
La clinique Paula Stradins de l'hôpital universitaire (en letton : Paula Stradiņa klīniskā universitātes slimnīca, sigle PSKUS) est un hôpital situé dans le quartier d'Āgenskalns à Rīga en Lettonie.

## Présentation
La clinique est depuis 1999 un hôpital universitaire ou hôpital de niveau V situé au 13 Pilsonņu irla dans le quartier d'Āgenskalns. L'hôpital est une société à capital d'État, le détenteur de ses parts de capital d'État est le ministère de la Santé (lv).
La clinique Pauls Stradiņš assure des services de soins de santé ambulatoires et hospitaliers.
L'hôpital compte 840 lits.
Cet hôpital joue également un rôle dans la science médicale et l'enseignement médical. Il vise à devenir un centre scientifique et de formation pour les résidents et les futurs médecins et est actuellement affilié à deux universités, l'université de Lettonie et l'université Stradiņš de Riga.
Il porte le nom de Pauls Stradiņš (lv).

## Départements
Les spécialités de la clinique sont répartis comme suit: 
- Centre de chirurgie ambulatoire
- Clinique d'anesthésie et de réanimation
- Laboratoire uni
- Centre de médecine professionnelle et radiologique
- Centre de chirurgie vasculaire
- Institut de radiologie diagnostique
- Centre d'endocrinologie
- Centre de médecine physique et de réadaptation
- Centre de gastro-entérologie, hépatologie et diététique
- Service d'infectiologie et d'épidémiologie
- Clinique des maladies internes
- Centre des maladies du sein
- Clinique chirurgicale
- Centre cardiologique
- Centre de transplantation
- Centre de soins médicaux d'urgence
- Centre de néphrologie
- Clinique de neurochirurgie
- Clinique de Neurologie
- Clinique ophtalmologique
- Clinique d'oncologie
- Clinique d'oto-rhino-laryngologie
- Institut de pathologie
- Centre de chirurgie pulmonaire et thoracique
- Centre rhumatologique
- Clinique de santé des femmes et des enfants
- Centre de chirurgie cardiaque
- Centre d'urologie
- Centre de chirurgie de la bouche, du visage et de la mâchoire
- Cabinet des maladies rares

## Histoire
L'hôpital le plus grand et le plus important de Lettonie a changé de nom huit fois depuis 1910. Il s'appelait 2e hôpital municipal de Riga de 1910 à 1940 et il est le principal hôpital universitaire de l'Université de Lettonie depuis 1928.
Pendant l'occupation soviétique en 1940-1941, on l'appelait Hôpital clinique national, puis pendant l'Occupation allemande de la Lettonie pendant la Seconde Guerre mondiale jusqu'en 1944, on l'appelait Hôpital de Riga.
De 1944 à 1948, il s'appelait Hôpital clinique national, puis rebaptisé Hôpital clinique républicain jusqu'en 1958, date à laquelle le nom fut de nouveau changé en Hôpital clinique républicain Pauls Stradiņš.
En 1993, le nom a de nouveau été changé en Hôpital national Pauls Stradiņš, et en 1995, le nom a été changé en Hôpital clinique Pauls Stradiņš de l'Académie lettone de médecine.
Finalement, il reçut son nom actuel – Hôpital universitaire clinique Pauls Stradiņš.
Cependant, depuis 1958, les habitants de Riga se réfèrent quotidiennement à l'hôpital par le simple nom Stradiņa.

## Galerie

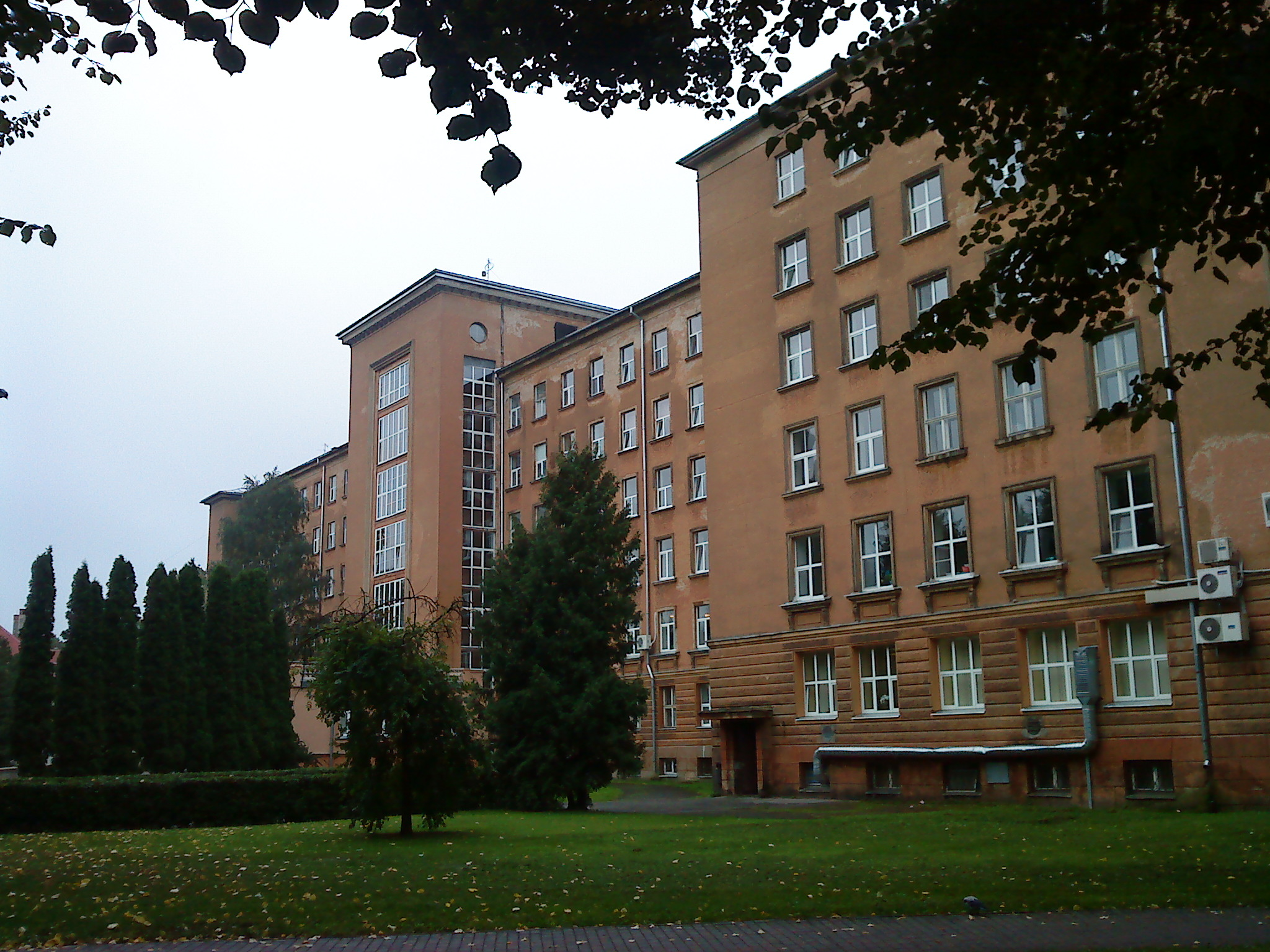
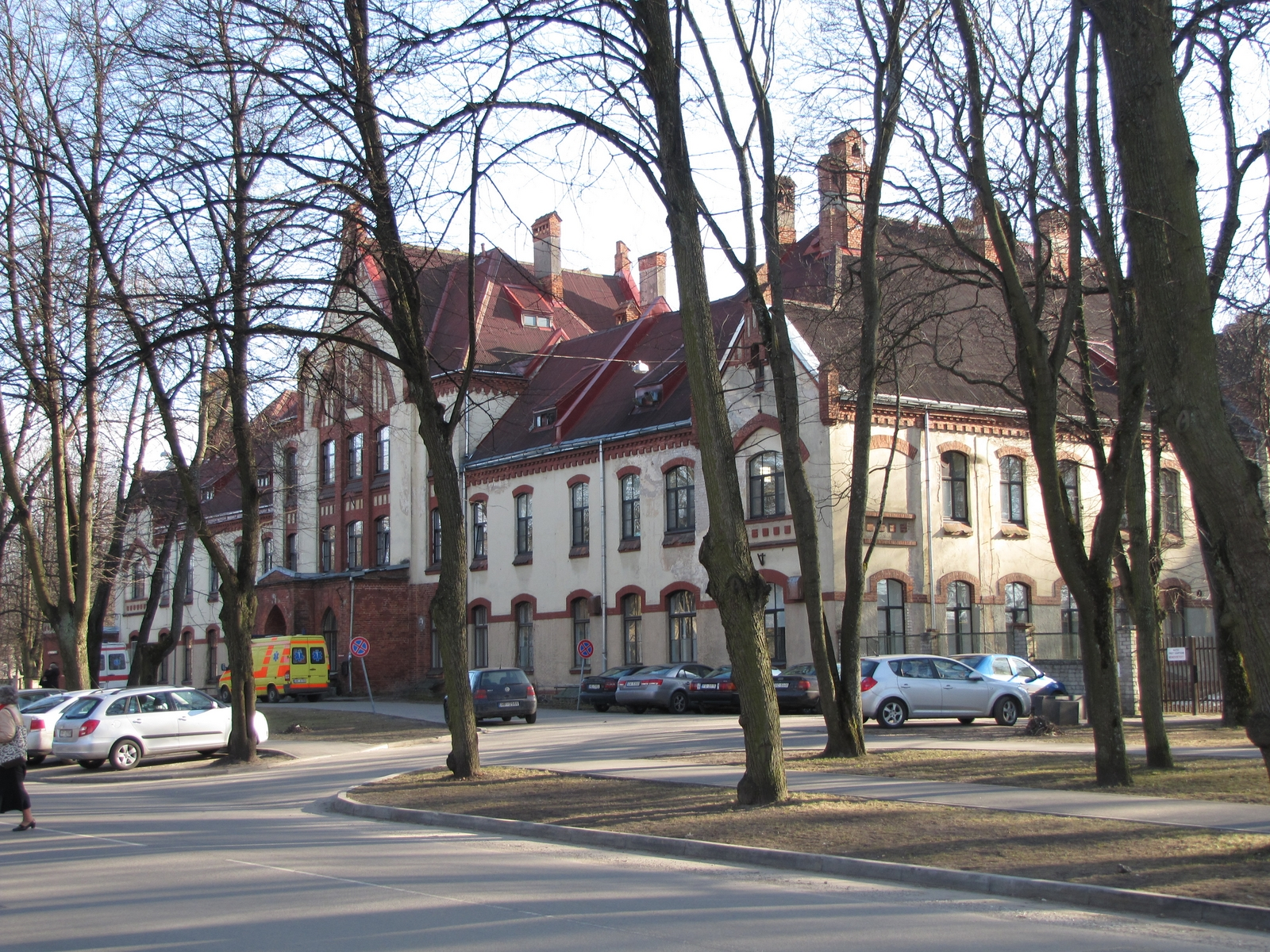
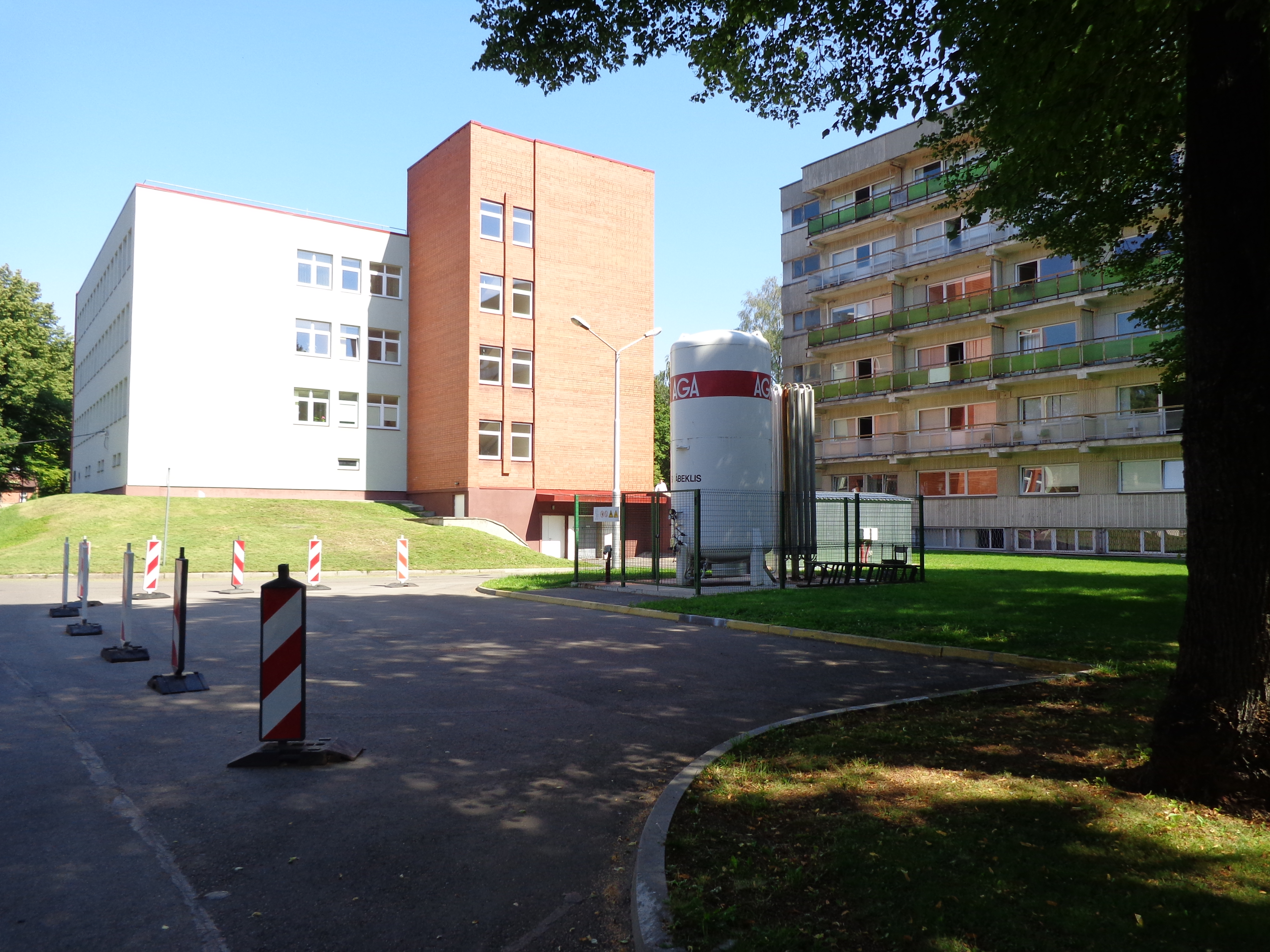

## Transports
- Trolleybus : 5